# Tiilikanjoki
Tiilikanjoki är ett vattendrag i kommunen Rautavaara och utgör delvis gräns mot kommunerna Sonkajärvi och Lapinlax alla i landskapet Norra Savolax, i den centrala delen av Finland. Tiilikanjoki börjar i sjön Tiilikka och mynnar i sjön Älänne. Tiilikanjoki  ingår i Vuoksens huvudavrinningsområde. 